# Aleksandra Borkiewicz
Aleksandra Borkiewicz – polska „Sprawiedliwa wśród Narodów Świata”.

## Życiorys
W trakcie II wojny światowej zaangażowała się w pomoc ludności żydowskiej. W 1943 r., na krótko przed likwidacją getta w Zawierciu, zbiegł z niego Żyd Amos Turner, mający przy sobie aryjskie papiery. W ucieczce aktywnie pomagała mu Aleksandra Borkiewicz, będąca wówczas młodą robotnicą, zatrudnioną w jednym z zakładów. Zabrała go do swojego domu i pomogła w wyjeździe z miasta. Borkiewicz pomagała również czwórce innych Żydów. Dzięki jej wsparciu, przetrwali wojnę pomimo grożącego im zagrożenia ze strony Niemców.
6 lipca 1981 r. Instytut Jad Waszem uhonorował Aleksandrę Borkiewicz medalem „Sprawiedliwy wśród Narodów Świata”.